# سیکس وی (آلاباما)
سیکس وی (به انگلیسی: Six Way) یک منطقهٔ مسکونی در ایالات متحده آمریکا است که در شهرستان مورگان، آلاباما واقع شده‌است. سیکس وی ۲۲۷ متر بالاتر از سطح دریا قرار دارد.